# Novak Tomić
Novak Tomić, cyr. Новак Томић (ur. 7 stycznia 1936 roku w Belgradzie, zm. 23 lipca 2003 roku) – jugosłowiański piłkarz występujący podczas kariery zawodniczej na pozycji obrońcy. Uczestnik mistrzostw świata 1958.

## Kariera
W latach 1954–1963 grał w Crvenej zvezdzie Belgrad. Wraz z tym klubem trzykrotnie sięgał po mistrzostwo Jugosławii. W 1964 roku został zawodnikiem Hajduka Split. Trzy lata później wyjechał do Stanów Zjednoczonych, do drużyny Los Angeles Toros. W 1968 roku grał w San Diego Toros, po czym zakończył karierę piłkarską.
W reprezentacji zadebiutował 11 czerwca 1958 roku w meczu z Francją (3:2).